# Bodelschwingh (Dortmund)
Bodelschwingh, Dortmund-Bodelschwingh – dzielnica miasta Dortmund w Niemczech, w kraju związkowym Nadrenia Północna-Westfalia, w okręgu administracyjnym Mengede.